# Ali Wong
Alexandra "Ali" Wong (São Francisco, 19 de abril de 1982) é uma atriz americana, comediante de stand-up, e escritora.

## Carreira
Ela é conhecida por seus stand-up na Netflix, Baby Cobra e Hard Knock Wife, bem como suas aparições na televisão na American Housewife, Are You There, Chelsea? Dentro de Amy Schumer e Black Box. Ela também escreveu para as primeiras quatro temporadas da sitcom Fresh Off the Boat, após a formatura da faculdade, quando ela tinha 23 anos, Wong fez stand up comedy pela primeira vez no Brainwash Cafe, em seguida, mudou-se para Nova York logo depois para continuar a carreira na comédia. Em Nova York, ela se apresentava até nove vezes por noite.

## Prêmios e Indicações
| Premiação  | Ano  | Categoria                                                        | Projeto                    | Resultado | Ref.  |
| ---------- | ---- | ---------------------------------------------------------------- | -------------------------- | --------- | ----- |
| Emmy Award | 2022 | Melhor roteiro para um programa de variedades, música ou comédia | Ali Wong: Mulheres no Topo | Indicado  | [ 6 ] |
| Emmy Award | 2023 | Melhor atriz em minissérie ou telefilme                          | Treta                      | Pendente  | [ 6 ] |
| Emmy Award | 2023 | Melhor desempenho voice-over                                     | Fledging Day               | Pendente  | [ 6 ] |